# Tournoi du 2600e anniversaire du Japon
Le Tournoi du 2600e anniversaire du Japon est une compétition de football organisée dans le cadre des Jeux de l'Asie de l'Est de 1940 pour les 2 600 ans du Japon, anniversaire célébrant et commémorant le kigen, la création de l'empire japonais par l'empereur Jinmu.
Le tournoi oppose quatre équipes : le Japon, le Mandchoukouo, la République des Philippines et République de Chine. Les trois derniers sont des états satellites de l'empire nippon. La compétition est remportée par le Japon.

## Compétition
Le tournoi à quatre équipes est remporté par le Japon.
| Équipe      | J | G | N | P | Bp | Bc | Diff | Pts |
| ----------- | - | - | - | - | -- | -- | ---- | --- |
| Japon       | 3 | 3 | 0 | 0 | 14 | 0  | +14  | 6   |
| Mandchourie | 3 | 1 | 1 | 1 | 2  | 8  | -6   | 3   |
| Philippines | 3 | 0 | 2 | 1 | 3  | 4  | -1   | 2   |
| Chine       | 3 | 0 | 1 | 2 | 2  | 9  | -7   | 1   |

     Équipe ; Pts = points; J = joués; G = gagnés; N = nuls; P = perdus;

Bp = buts pour; Bc = buts contre; Diff = différence de buts
| 7 juin 1940 | Japon | 7 - 0 | Mandchourie | Stade du Meiji-jingū Gaien, Tokyo |  |
|             |       |       |             |                                   |  |

| 8 juin 1940 | Chine | 2 - 2 | Philippines | Stade du Meiji-jingū Gaien, Tokyo |  |
|             |       |       |             |                                   |  |

| 9 juin 1940 | Japon | 6 - 0 | Chine | Stade du Meiji-jingū Gaien, Tokyo |  |
|             |       |       |       |                                   |  |

| 14 ou 15 Juin 1940 | Mandchourie | 1 - 1 | Philippines |  |  |
|                    |             |       |             |  |  |

| 14 ou 15 Juin 1940 | Mandchourie | 1 - 0 | Chine |  |  |
|                    |             |       |       |  |  |

| 16 juin 1940 | Japon | 1 - 0 | Philippines | Koshien South Ground, Nishinomiya |  |
|              |       |       |             |                                   |  |

## Classement des buteurs
7 buts
- Kawamoto Taizo : x4 Mandchourie - x2 Chine - x1 Philippines

3 buts
- Ninomiya Yoichi : x1 Mandchourie - x2 Chine

2 buts
- Kim Hee-Soo : x2 Mandchourie

1 but
- Kim Song-An : Chine
- Kazu Naoki : Chine

## Équipe du Japon vainqueur du tournoi
- Sélection : Yukio Tsuda, Min Byung-Dae, Tokutaro Ukon, Kim Yong-Sik, Lee Yoo-Hyung, Takashi Kasahara, Saburo Shinozaki, Kazu Naoki, Hirokazu Ninomiya, Taizo Kawamoto, Kim Song-An
- Remplaçants : Kim Hee-Soo, Tsuguo Kato, Kunitaka Sueoka, Hidetoki Takahashi, Kim Incheol, Nobuhiko Tanabe, Yuji Oriuchi, Katsuhisa Nakagaichi
- Entraîneur :  Shigemaru Takenokoshi